# 周際雲
周際雲，字書五，號芝田，贵州修文县人，清朝官员，同進士出身。周際華、周際釗弟。

## 生平
道光十二年（1832年）清宣宗五旬壬辰恩科進士，三甲四十九名，官吏部文選司主事。